# Balve
Balve é uma cidade da Alemanha localizado no distrito de Märkischer Kreis, região administrativa de Arnsberg, estado de Renânia do Norte-Vestfália.